# Narodna skupština Republike Bjelorusije
Narodna skupština Republike Bjelorusije je dvodomni parlament, koji upravlja Bjelorusijom. Postoje dva doma Narodne skupštine: Vijeće Republike-Gornji dom i Zastupnički dom- Donji dom.
Iako svaki dio ima određene dužnosti, oba Doma imaju mogućnost veta na odluke pri lokalnim upravama, koje odstupaju od Ustava Bjelorusije.
Vijeća Narodne skupštine sazivaju dvije redovite sjednice godišnje: prva sjednica otvara se 2. listopada, a njeno trajanje ne može biti više od 80 dana, druga sjednica otvara se 2. travnja, a ne traje dulje od 90 dana.
Zastupnički dom i Vijeće Republike mogu sazvati izvanrednu sjednicu, koja se saziva po određenom dnevnom redu nakon inicijative predsjednika Republike Bjelorusije ili na zahtjev najmanje dvotrećinske većine punoga članstva svakoga od Vijeća.
Svaki zakon prvo se razmatra u Zastupničkom domu, a zatim u Vijeću Republike. Prema Ustavu, bilo koji zakon, koji utječe na državni proračun mora odobriti predsjednik ili vlada prije nego što se glasa.